# Relatietherapie
Relatietherapie, ook wel systeem- of gezinstherapie, is een vorm van therapie die poogt een slechte (huwelijks)relatie tussen twee mensen te verbeteren.
Naar relatietherapie kan gegrepen worden wanneer problemen binnen de relatie of het gezin ernstig zijn, of de draagkracht van een of meer gezinsleden te boven gaan. De problemen kunnen in de relationele sfeer liggen tussen partners onderling, of tussen ouders en kinderen, maar problemen kunnen ook individueel van aard zijn.

## Veranderingen in relatietherapie
Onder invloed van de Canadese Sue Johnson is relatietherapie sinds 2013 aan verandering onderhevig. Ze is grondlegger van de succesvolle emotionally focused couple therapy ofwel EFT. EFT is gebaseerd op de gedachte dat liefde een evolutionair belangrijke hechtingsband is, waarbij we zeker willen weten dat de ander er voor ons zal zijn. De basis is de hechtingstheorie van de Britse psychiater John Bowlby (1907-1990). Die theorie stelt dat niemand is gemaakt om alleen te zijn. Ieder mens functioneert beter in verbinding met een geliefde die emotioneel open en nabij is.
Sue Johnson heeft jarenlang onderzoek gedaan naar echtparen en heeft gezocht naar een effectieve manier om de verbinding te herstellen of te verbeteren. Zij heeft die inzichten bijeen gebracht in EFT, dat inmiddels de best onderzochte en bewezen effectieve relatietherapie is. Zij maakte EFT toegankelijk voor het grote publiek in haar eerste boek, Houd me vast, dat een wereldwijde bestseller is. In het voorjaar van 2014 verscheen haar tweede boek, Laat me niet los.

## Emotie als ingang
Relatietherapieën leunden van oudsher op cognitieve gedragstherapie. Partners kregen communicatievaardigheden aangereikt, zodat ze beter met elkaar kunnen omgaan. Dat helpt wel, maar de terugval is groot, na verloop van tijd steekt de relatiestress weer de kop op. Communicatietechnieken helpen omgaan met collega’s of vrienden, maar in liefdesrelaties schieten ze tekort. In een relatie lopen de (negatieve) emoties vaak hoog op. Dat is lastig, maar ook begrijpelijk want de ander is zo belangrijk dat men die niet kwijt wil raken.

## Acceptatie en invloed van relatietherapie
Begin 21ste eeuw is relatietherapie in de westerse wereld een redelijk geaccepteerd verschijnsel. De media spelen hier dan ook op in. Relatietherapie was het hoofdonderwerp in het Nederlandse televisieprogramma In voor- en tegenspoed, dat in 2005 werd uitgezonden, waarin geprobeerd werd huwelijken te redden die op springen stonden.